# Kristina Hultman
Kristina Hultman, född 1964, är en svensk journalist, kulturskribent och författare. Hultman är bland annat känd för sitt engagemang i Quickhärvan.

## Biografi
Hultman har sedan tidigt 2000-tal författat åtskilliga artiklar för kulturtidskrifter som Bang, Arena, Ottar och Ordfront. Hon har skrivit om HBT-personers rättigheter runt om i världen, på uppdrag av Utrikespolitiska institutet. Hon har skrivit om sexualiseringen i medierna av kvinnor i Kvinnovetenskaplig tidskrift samt skrivit om feministiska rörelser för Demokratiutredningen.
Hultman ingår i det så kallade "Quicklaget" (tillsammans med Gubb Jan Stigson, Christer van der Kwast, Seppo Penttinen, Sven Å. Christianson och Göran Lambertz) som ifrågasatte friandet av Thomas Quick 2013. Hultman agerade som redaktör när åklagaren Christer van der Kwast skrev sin bok om Quickärendet 2015. Hon hjälpte också Göran Lambertz i färdigställandet av hans bok Quickologi som också gavs ut 2015. Hultmans engagemang i Quickhärvan har fått motta kritik från en rad journalister och skribenter, bland annat för att försvara föråldrade psykologiska uppfattningar om bortträngda minnen och regressionsterapi.
Hultman har också ifrågasatt åklagare Krister Peterssons beslut att lägga ner Palmeutredningen den 10 juni 2020. Istället har Hultman argumenterat för Christer Pettersson-spåret.

## Författare
Hultman debuterade som författare 2009 med romanen Undersökningen: eller When I woke up this morning I felt so gay (Modernista) om en vuxen kvinnas komma-ut-process som lesbisk efter att tidigare levt heterosexuellt. 